# Bolboneura sylphis veracruzana
La mariposa pequeña epifanía (Bolboneura sylphis subsp. veracruzana) es una subespecie endémica de México, de la familia Nymphalidae. El holotipo macho proviene de Veracruz. En la etimología, es en referencia al lugar donde provienen los ejemplares para su descripción.

## Descripción
En las alas anteriores el margen costal es convexo, ápice ligeramente redondo, el margen externo es convexo, con ligera ondulación, torno redondo y margen anal o interno casi recto. El color de la base es negro cerca del margen costal y hacia el torno desvanecido a café oscuro. Presenta una banda amarilla en el centro del ala de margen costal hacía el torno, sin llegar a este. Presenta otra banda amarilla más delgada que la anterior en el área subapical. Área basal y área media o discal de color azul. En el ala posterior el margen externo es ondulado y convexo. Presenta  margen costal y anal casi rectos, torno y ápice redondos. Área discal sin tocar celda costa y anal de color azul. Presenta una línea azul, submarginal. Las antenas son cafés con el ápice amarillo opaco, y divisiones blancas. Cabeza, tórax y abdomen de color café en su vista dorsal. Ventralmente las alas anteriores presentan base de color amarillo, con dos bandas diagonales de color negro, una en el centro del margen costal a anal hacia el torno. La segunda cerca de la región subapical desde margen costal curvándose hacia área submarginal. Ambas líneas negras presentan por encima una segunda línea con escamas azules. Presenta una línea de color azul submarginal. En el área apical presentan un punto negro y un punto blanco el doble de tamaño. El margen externo es anaranjado. Alas posteriores con color de base amarillo, área basal y discal con escamas blancas. Presenta una línea postdiscal amarilla, y una línea azul claro iridiscente; cuatro puntos postdiscales negros con escamas azules iridiscentes. Una línea azul iridiscente y una línea anaranjada submarginales. Antenas de color blanco con el ápice negro y anaranjado. Palpos, tórax y abdomen de color blanco.

## Distribución
Este de México, en los estados de Hidalgo, Oaxaca, Puebla, y Veracruz.

## Hábitat
Selva alta perennifolia (Dos Amates, Catemaco, 340 m s. n. m.) o bosque tropical perennifolio, bosque mesófilo de montaña (Xalapa, Veracruz).